# Paga lo que quieras
Paga lo que quieras (o PWYW en inglés, acrónimo de Pay what you want, también conocido como modelo de valor por valor   ) es una estrategia de precios en la que los compradores pagan la cantidad deseada por un producto determinado. Esta cantidad a veces puede incluir cero. Se podrá fijar un precio mínimo o indicar un precio sugerido como orientación para el comprador. El comprador puede seleccionar una cantidad mayor o menor que el precio estándar del producto.  Muchos modelos PWYW comunes fijan el precio antes de una compra (ex ante), pero algunos difieren la fijación del precio hasta después de la experiencia de consumo (ex post) (similar a la propina). PWYW es una forma de fijación de precios participativa centrada en el comprador, también conocida como co-fijación de precios (como un aspecto de la cocreación de valor).

## Motivación
Los modelos PWYW pueden tener éxito a veces, ya que eliminan muchas de las desventajas de la fijación de precios convencional. Estos modelos pueden eliminar el temor de si un producto vale un precio determinado y el riesgo asociado de decepción (el «remordimiento del comprador»). Para los vendedores, elimina la difícil y a veces costosa tarea de fijar el precio «correcto» (que puede variar para diferentes segmentos de mercado). Tanto para compradores como para vendedores, transforma un conflicto antagónico de suma cero centrado en el precio en un intercambio amistoso de beneficio mutuo (ganar-ganar) centrado en el valor y la confianza. También tiene en cuenta las diferentes percepciones de valor y sensibilidades al precio entre los compradores. Aunque la mayoría de los usos del PWYW se han dado en los márgenes de la economía o para promociones especiales, existen esfuerzos emergentes para expandir su utilidad a un uso más amplio y regular.
Otras razones para que los vendedores implementen el modelo PWYW incluyen la discriminación de precios y la penetración de mercado. La discriminación de precios ocurre automáticamente en un modelo PWYW, ya que los compradores con valoraciones más altas del producto elegirán pagar un precio mayor. Por lo tanto, la discriminación de precios podría resultar en mayores ingresos para el vendedor si los costos son suficientemente bajos. PWYW es también una herramienta eficaz para penetrar en un nuevo mercado, quizás para introducir una nueva marca, ya que incluso los consumidores con una valoración muy baja pueden pagar pequeñas cantidades por el mismo producto.
El éxito de los modelos PWYw depende de varios factores. Según una fuente, un modelo PWYW exitoso tiene:
- Un producto con un bajo costo marginal.
- Un cliente justo o de mentalidad justa.
- Un producto que se pueda vender de forma creíble en un amplio rango de precios.
- Una relación sólida entre comprador y vendedor.
- Un mercado muy competitivo.

Esta estrategia tiende a ser más eficaz cuando se aplica a productos o servicios digitales.
Otros nombres incluyen variantes como «paga lo que desees», «paga lo que te guste», «paga como quieras» y «paga lo que sientas». La expresión «paga lo que puedas» se usa a veces como sinónimo, pero esta está más orientada a usos caritativos o sociales y se basa en la capacidad de pago. El modelo PWYW está orientado de forma más amplia al valor percibido en combinación con la voluntad y la capacidad de pago.

## Historia y usos comerciales
El modelo PWYW ha existido durante mucho tiempo en los márgenes de la economía, como en el caso de las propinas, los artistas callejeros y las organizaciones benéficas. Ha ido ganando interés en industrias más amplias.

### Música
- El artista de música cristiana contemporánea Keith Green implementó una estructura PWYW para su álbum de 1980, So You Wanna Go Back to Egypt. El álbum estaba disponible únicamente a través del ministerio de Green, Last Days Ministries, mediante un cupón de pedido por correo. Un comprador enviaba el cupón junto con el precio de compra elegido (si lo había) para obtener el álbum.

- En 2005, Jane Siberry fue pionera en una política de precios autodeterminados a través de su sitio web,[10] en el que el comprador tiene las siguientes opciones: precio estándar (alrededor de 0.99 USD por pista); pagar ahora, con precio propio; pagar después, con precio propio; o «un regalo de Jane». En una entrevista con The Globe and Mail, Siberry confirmó que, desde que había instituido la política de precios autodeterminados, el ingreso promedio que recibe por canción de los clientes de Sheeba es, de hecho, ligeramente superior al precio estándar.
- Jeff Rosenstock, líder de las bandas de punk de Nueva York The Arrogant Sons of Bitches y Bomb the Music Industry!, comenzó a lanzar música a través del sitio web de su sello discográfico exclusivamente digital, Quote Unquote Records, en 2005. El primero de estos lanzamientos fue el álbum debut de Bomb the Music Industry!, Album Minus Band. Los lanzamientos en Quote Unquote Records se ofrecen como descargas gratuitas con la opción de donar al sello. El encabezado de su sitio web dice: «El primer sello discográfico basado en donaciones de la historia».[11]
- Bandcamp, un servicio web lanzado en 2007 donde los músicos venden su música a los aficionados o simplemente pueden subirla para streaming,[12] también permite a los aficionados poner su propio precio al comprar música, y las bandas tienen la opción de establecer precios mínimos para su música, de modo que los compradores pueden pagar tanto como deseen por encima de ese mínimo.[13]
- En octubre de 2007, la banda inglesa Radiohead lanzó su séptimo álbum, In Rainbows, a través de su sitio web como una descarga utilizando un sistema PWYW. Fue el primer lanzamiento PWYW de un artista musical importante[14] y creó conciencia sobre los modelos PWYW.[15][16]
- En 2008, Wheatus adoptó un sistema PWYW para todos sus álbumes futuros y pasados de los que poseían los derechos.
- Koo Koo Kanga Roo, un dúo cómico de hip hop para niños, lanzó toda su música grabada bajo un sistema PWYW. El grupo se ha referido a sí mismo estrictamente como una banda de directo y, por lo tanto, regala su música únicamente para que la mayor cantidad de gente posible pueda escucharla y sea capaz de cantar y bailar con ella en sus presentaciones.
- En 2019, el sencillo debut como solista de Michael Stipe, «Your Capricious Soul», se ofreció bajo un modelo PWYW, con un precio sugerido de 77 centavos.[17][18]